# Liste des pièces commémoratives de 2 euros de 2015
Carte
- trois pièces commémoratives de 2 € émises
- deux pièces commémoratives de 2 € émises
- une pièce commémorative de 2 € émise
- ne fait pas partie de la zone euro

Chronologie
2014 2016
Pour un article plus général, voir Pièce commémorative de 2 euros.
Une pièce commémorative de 2 euros est une pièce de 2 euros frappée par un État membre de la zone euro ou par un des micro-États autorisés à frapper des pièces de monnaie libellées en euro, destinée à commémorer un événement historique ou célébrer un événement actuel important. 
Cet article répertorie les 28 pièces commémoratives émises en 2015 (hors émission spéciale commune célébrant le 30e anniversaire du drapeau européen).
En cette année 2015, une série de pièces de 2 euros célébrant le 30e anniversaire du drapeau européen est frappée. Cette série comprend 19 pièces, avec l'adoption de l'euro par la Lituanie, au 1er janvier 2015. En plus de son émission commune avec les autres états membres, la Lituanie émet sa première pièce commémorative de 2 € à son initiative.

## Pièces émises

### Émissions nationales
| Allemagne                | Présidence de la Hesse au Bundesrat |                       |
|                          | Cette pièce est la dixième de la première série de 16 pièces de 2 € commémoratives sur les Länder allemands. La représentation de l'Église Saint-Paul de Francfort. En haut, à gauche, le millésime 2015. En bas, la légende HESSEN (Hesse). En haut à droite, l'initiale du pays émetteur D (pour Deutschland). L'anneau externe de la pièce comporte les douze étoiles du drapeau européen. |                       |
| Graveur : Heinz Hoyer    | \| Gravure sur la tranche : \| Date : \| Tirage : \| \| \| 30 janvier 2015 \| 30 millions de pièces[3] \| |                       |
| Gravure sur la tranche : | Date : | Tirage :              |
|                          | 30 janvier 2015 | 30 millions de pièces |

| Allemagne                | 25e anniversaire de la réunification allemande |                       |
|                          | Un groupe de personnes stylisées devant la Porte de Brandebourg, à Berlin, entourés, à gauche, de la légende 25 JAHRE DEUTSCHE EINHEIT (25 ans de l'unité allemande) et le millésime 2015 et, à droite, de la légende WIR SIND EIN VOLK (Nous sommes un seul peuple) répétée trois fois. L'initiale du pays émetteur D (pour Deutschland) est repris à gauche de la Porte de Brandebourg. L'anneau externe de la pièce comporte les douze étoiles du drapeau européen. |                       |
| Graveur : Bernd Wendhut  | \| Gravure sur la tranche : \| Date : \| Tirage : \| \| \| 30 janvier 2015 \| 30 millions de pièces[5] \| |                       |
| Gravure sur la tranche : | Date : | Tirage :              |
|                          | 30 janvier 2015 | 30 millions de pièces |

| Andorre                  | 25e anniversaire de l'accord douanier entre l'Andorre et l'Union européenne |               |
|                          | Les armoiries de l'Andorre posées sur la carte de la principauté au-dessus de deux flèches qui de croisent. La flèche supérieure est dirigée vers la gauche et comporte l'année 1990 et la mention du pays émetteur ANDORRA. La flèche inférieure est dirigée vers la droite et comporte le millésime 2015. En haut en deux lignes, la légende 25e aniversari de la Signatura de l'Acord Duaner amb la Unió Europea (25e anniversaire de la signature de l'accord douanier avec l'Union européenne). L'anneau externe de la pièce comporte les douze étoiles du drapeau européen. |               |
| Graveur :                | \| Gravure sur la tranche : \| Date : \| Tirage : \| \| \| Décembre 2015 \| 85 000 pièces \| |               |
| Gravure sur la tranche : | Date : | Tirage :      |
|                          | Décembre 2015 | 85 000 pièces |

| Andorre                  | 30e anniversaire de la majorité civile à 18 ans |               |
|                          | Jeune, dont on distingue le bas du visage, le buste et la main droite, insérant un bulletin de vote dans une urne. Sur le bulletin, la mention du pays émetteur ANDORRA. Au-dessus de l'épaule droite, les années 1985 et 2015. Tout autour, la légende 30e ANIVERSARI MAJORIA D'EDAT ALS 18 ANYS (30e anniversaire de la majorité à 18 ans). L'anneau externe de la pièce comporte les douze étoiles du drapeau européen. |               |
| Graveur :                | \| Gravure sur la tranche : \| Date : \| Tirage : \| \| \| Décembre 2015 \| 85 000 pièces \| |               |
| Gravure sur la tranche : | Date : | Tirage :      |
|                          | Décembre 2015 | 85 000 pièces |

| Belgique                 | Année européenne du développement |                |
|                          | Une main ouverte supportant une jeune pousse devant un globe terrestre stylisé, sous la légende en anglais 2015 EUROPEAN YEAR FOR DEVELOPMENT et au-dessus de la mention abrégée du pays émetteur BE. L'anneau externe de la pièce comporte les douze étoiles du drapeau européen. |                |
| Graveur :                | \| Gravure sur la tranche : \| Date : \| Tirage : \| \| \| Septembre 2015 \| 250 000 pièces \| |                |
| Gravure sur la tranche : | Date : | Tirage :       |
|                          | Septembre 2015 | 250 000 pièces |

| Espagne                  | Grotte paléolithique d'Altamira, inscrite au patrimoine mondial de l'UNESCO depuis 1985 |                      |
|                          | Cette pièce est la sixième d'une série de pièces commémoratives sur les sites espagnols inscrits au patrimoine mondial de l'UNESCO. Peinture d'un bison représenté dans la grotte d'Altamira, en dessous du nom du pays émetteur ESPAÑA et au-dessus du millésime 2015. L'anneau externe de la pièce comporte les douze étoiles du drapeau européen. |                      |
| Graveur :                | \| Gravure sur la tranche : \| Date : \| Tirage : \| \| \| Mars 2015 \| 8 millions de pièces \| |                      |
| Gravure sur la tranche : | Date : | Tirage :             |
|                          | Mars 2015 | 8 millions de pièces |

| Finlande                 | 150e anniversaire de la naissance du compositeur finlandais Jean Sibelius, le 18 décembre 1865 à Tavastehus |                     |
|                          | La cime des pins et le ciel étoilé au-dessus d'Ainola, la propriété de Jean Sibelius à Järvenpää. À gauche, le nom du compositeur JEAN SIBELIUS interrompu par le millésime 2015. À droite la mention du pays émetteur en abrégé FI. L'anneau externe de la pièce comporte les douze étoiles du drapeau européen. |                     |
| Graveur : Nora Tapper    | \| Gravure sur la tranche : \| Date : \| Tirage : \| \| \| 18 février 2015 \| 1 million de pièces[11] \| |                     |
| Gravure sur la tranche : | Date : | Tirage :            |
|                          | 18 février 2015 | 1 million de pièces |

| Finlande                 | 150e anniversaire de la naissance du peintre et graveur finlandais Akseli Gallen-Kallela, le 26 avril 1865 à Pori |                |
|                          | Un cygne, inspiré du Cygne de Tuonela de Jean Sibelius, sous lequel sont placés des mouvements d'eau ondulés et obliques, représentant l'esprit descendant. En bas, une palette de peintre. À gauche de la palette, le début du nom de l'artiste AKSELI GALLEN. À droite de la palette, la suite de son nom KELLELA. Sur la palette sont placés son année de naissance 1865 et le millésime 2015, en un peu plus grand. À la droite du cygne, la mention du pays émetteur en abrégé FI. L'anneau externe de la pièce comporte les douze étoiles du drapeau européen. |                |
| Graveur :                | \| Gravure sur la tranche : \| Date : \| Tirage : \| \| \| Octobre 2015 \| 500 000 pièces[11] \| |                |
| Gravure sur la tranche : | Date : | Tirage :       |
|                          | Octobre 2015 | 500 000 pièces |

| France                    | 70 ans de la fin de la Seconde Guerre mondiale |                      |
|                           | La représentation d'une colombe de la paix apportant un rameau d'olivier dont les feuilles ont été remplacées par les 12 étoiles du drapeau européen. Au-dessus d'elle sont placés, sur six lignes, les codes pays selon le code de rédaction institutionnel de l'Union européenne des 28 pays de l'Union européenne, séparés par un point : AT•BE•BG•CY•CZ•DE / DK•EE•EL•ES•FI•FR / HR•HU•IE•IT•LT / LU•LV•MT•NL / PL•PT•RO / SE•SI•SK / UK (dans l'ordre pour l'Autriche, la Belgique, la Bulgarie, Chypre, la République tchèque, l'Allemagne, le Danemark, l'Estonie, La Grèce, l'Espagne, la Finlande, la France, la Croatie, la Hongrie, l'Irlande, l'Italie, la Lituanie, le Luxembourg, la Lettonie, Malte, les Pays-Bas, la Pologne, le Portugal, la Roumanie, la Suède, la Slovénie, la Slovaquie et le Royaume-Uni). Le millésime 2015 est placé au-dessus de l'aile gauche de la colombe. En bas, l'abréviation du pays émetteur RF (pour République française). L'anneau externe de la pièce comporte les douze étoiles du drapeau européen. |                      |
| Graveur : Joaquin Jimenez | \| Gravure sur la tranche : \| Date : \| Tirage : \| \| \| 2 février 2015 \| 4 millions de pièces \| |                      |
| Gravure sur la tranche :  | Date : | Tirage :             |
|                           | 2 février 2015 | 4 millions de pièces |

| France                    | 225e anniversaire de la Fête de la Fédération |                         |
|                           | L'effigie stylisée et en gros plan de Marianne, allégorie de la République française, tournée vers la gauche et portant le bonnet phrygien sur lequel est placée une cocarde tricolore (colorisée dans ses versions brillant universel et Belle épreuve). À gauche sont placés verticalement quatre vers du poème de Paul Éluard Liberté, écrit en 1942 : Sur toutes les pages lues / Sur toutes les pages blanches / Pierre sang papier ou cendre / J'écris ton nom. Sous le menton de Marianne est repris, en lettres manuscrites, le titre du poème qui est également valeur de la démocratie : Liberté, au-dessus duquel est indiqué le millésime 2015. Sous la cocarde, l'abréviation du pays émetteur RF (pour République française). L'anneau externe de la pièce comporte les douze étoiles du drapeau européen. |                         |
| Graveur : Joaquin Jimenez | \| Gravure sur la tranche : \| Date : \| Tirage : \| \| \| 10 juillet 2015 \| 4,02 millions de pièces \| |                         |
| Gravure sur la tranche :  | Date : | Tirage :                |
|                           | 10 juillet 2015 | 4,02 millions de pièces |

| Grèce                    | 75e anniversaire de la mort de l'athlète grec Spyrídon Loúis, le 26 mars 1940 |                |
|                          | Représentation de Spyrídon Loúis en costume traditionnel grec et de la coupe qu'il a gagnée lors sa victoire au marathon lors des Jeux olympiques de 1896, devant le Stade panathénaïque, à Athènes. En bas, la légende 75 ΧΡΟΝΙΑ ΜΝΗΜΗΣ ΣΠΥΡΟΥ ΛΟΥΗ (75e anniversaire de la mort de Spyrídon Loúis). À gauche, la mention du pays émetteur ΕΛΛΗΝΙΚΗ ΔΗΜΟΚΡΑΤΙΑ. Au-dessus de la coupe, le millésime 2015. L'anneau externe de la pièce comporte les douze étoiles du drapeau européen. |                |
| Graveur :                | \| Gravure sur la tranche : \| Date : \| Tirage : \| \| \| 23 décembre 2015 \| 750 000 pièces[16] \| |                |
| Gravure sur la tranche : | Date : | Tirage :       |
|                          | 23 décembre 2015 | 750 000 pièces |

| Italie                        | Exposition universelle de 2015 à Milan |                        |
|                               | Pour symboliser la fertilité de la Terre, une graine en train de germer, une vigne, un épi de blé, un rameau d'olivier et un tronc d'arbre sont apposés sur arc de cercle représentant la Terre. Sous l'arc de cercle, le logo de l'Exposition, superposant le mot EXPO et l'année 2015 et en plus petit MILANO 2015. En haut, la légende NUTRIRE IL PIANETA (Nourrir la planète). À droite de l'épi, le monogramme du pays émetteur RI (pour Repubblica italiana). L'anneau externe de la pièce comporte les douze étoiles du drapeau européen. |                        |
| Graveur : Maria Grazia Urbani | \| Gravure sur la tranche : \| Date : \| Tirage : \| \| \| Mars 2015 \| 3,5 millions de pièces \| |                        |
| Gravure sur la tranche :      | Date : | Tirage :               |
|                               | Mars 2015 | 3,5 millions de pièces |

| Italie                    | 750e anniversaire de la naissance de l'écrivain florentin Dante Alighieri, en 1265 à Florence |                        |
|                           | Dante Alighieri tenant dans sa main gauche un exemplaire de la Divine Comédie devant le mont du purgatoire d'après la peinture de Domenico di Michelino, Dante con in mano la Divina Commedia, exposée dans la cathédrale cathédrale Santa Maria del Fiore, à Florence. En haut, à gauche, le nom de l'homme de lettres DANTE ALIGHIERI. En bas, l'année de naissance de Dante Alighieri 1265 et le millésime 2015. Entre le sommet du mont et la tête, les initiales du pays émetteur RI (pour Repubblica italiana). L'anneau externe de la pièce comporte les douze étoiles du drapeau européen. |                        |
| Graveur : Silvia Petrassi | \| Gravure sur la tranche : \| Date : \| Tirage : \| \| \| Juillet 2015 \| 3,5 millions de pièces \| |                        |
| Gravure sur la tranche :  | Date : | Tirage :               |
|                           | Juillet 2015 | 3,5 millions de pièces |

| Lettonie                 | Présidence lettonne du Conseil de l'Union européenne |                      |
|                          | Le logo de la présidence lettonne du Conseil de l'Union européenne sous la légende LATVIJAS PREZIDENTÚRA ES PADOME (Présidence lettonne du Conseil de l'UE) et au-dessus de l'URL EU2015.LV. L'anneau externe de la pièce comporte les douze étoiles du drapeau européen. |                      |
| Graveur : Gunārs Lūsis   | \| Gravure sur la tranche : \| Date : \| Tirage : \| \| \| Janvier 2015 \| 2 millions de pièces \| |                      |
| Gravure sur la tranche : | Date : | Tirage :             |
|                          | Janvier 2015 | 2 millions de pièces |

| Lettonie                 | 10e anniversaire du plan letton de protection des cigognes noires |                        |
|                          | La représentation d'une cigogne noire debout sur son nid, au-dessus du nom du pays émetteur LATVIJA et du millésime 2015. L'anneau externe de la pièce comporte les douze étoiles du drapeau européen. |                        |
| Graveur : Olga Šilova    | \| Gravure sur la tranche : \| Date : \| Tirage : \| \| \| Octobre 2015 \| 1,01 million de pièces \|                                                                                                   |                        |
| Gravure sur la tranche : | Date : | Tirage :               |
|                          | Octobre 2015 | 1,01 million de pièces |

| Lituanie                                       | Langue lituanienne |                     |
|                                                | Cette pièce est la première pièce commémorative de 2 € émise par la Lituanie. En grand le mot AČIŪ (merci) au-dessus du nom du pays émetteur LIETUVA et du millésime 2015. Le fond est tapissé de l'ensemble des lettres de l'alphabet lituanien. L'anneau externe de la pièce comporte les douze étoiles du drapeau européen. |                     |
| Graveur : Liudas Parulskis Giedrius Paulauskis | \| Gravure sur la tranche : \| Date : \| Tirage : \| \| \| Décembre 2015 \| 1 million de pièces[25] \| |                     |
| Gravure sur la tranche :                       | Date : | Tirage :            |
|                                                | Décembre 2015 | 1 million de pièces |

| Luxembourg               | 15e anniversaire de l'accession au trône du Grand-Duc Henri |                |
|                          | Effigies du Grand-Duc Henri et de la Grande-Duchesse María Teresa au-dessus de la légende, en deux lignes, 15e anniversaire de l'accession au trône de S.A.R. le Grand-Duc. En haut, à droite, le nom du pays émetteur Luxembourg entre l'année d'accession au trône d'Henri, 2000, et le millésime 2015. L'anneau externe de la pièce comporte les douze étoiles du drapeau européen. |                |
| Graveur :                | \| Gravure sur la tranche : \| Date : \| Tirage : \| \| \| Mars 2015 \| 500 000 pièces[27] \| |                |
| Gravure sur la tranche : | Date : | Tirage :       |
|                          | Mars 2015 | 500 000 pièces |

| Luxembourg               | 125e anniversaire de la Dynastie Nassau-Weilbourg |                |
|                          | Sur la partie gauche, l'effigie du Grand-Duc Henri. Sur la partie droite, en arc de cercle, les effigies des 5 premiers monarques de la dynastie Nassau-Weilbourg, de plus en plus grandes, dans l'ordre de règne, en commençant en haut : Adolphe (1890-1905), Guillaume IV (1905-1912), Marie-Adélaïde (1912-1919), Charlotte (1919-1964) et Jean. Les deux parties sont séparées par la mention du pays émetteur en vertical LUXEMBOURG et par le millésime 2015 au centre de la pièce, également en vertical. À droite la légende 1890 - DYNASTIE NASSAU-WEILBOURG. L'anneau externe de la pièce comporte les douze étoiles du drapeau européen. |                |
| Graveur :                | \| Gravure sur la tranche : \| Date : \| Tirage : \| \| \| Août 2015 \| 500 000 pièces[27] \| |                |
| Gravure sur la tranche : | Date : | Tirage :       |
|                          | Août 2015 | 500 000 pièces |

| Malte                      | 100e anniversaire du premier vol depuis Malte |                |
|                            | Le biplan de type « Short Admiralty 135 » n° 136 survolant Grand Harbour avec Fort Saint-Ange surmonté d'une tour de guet. En haut, la légende FIRST FLIGHT FROM MALTA (Premier vol depuis Malte). Sous l'avion, en 2 lignes, la mention 100TH ANNIVERSARY (100e anniversaire). À droite, les années 1915-2015. L'anneau externe de la pièce comporte les douze étoiles du drapeau européen. |                |
| Graveur : Noel Galea Bason | \| Gravure sur la tranche : \| Date : \| Tirage : \| \| \| Mars 2015 \| 325 000 pièces \| |                |
| Gravure sur la tranche :   | Date : | Tirage :       |
|                            | Mars 2015 | 325 000 pièces |

| Malte                    | Proclamation de la République en 1974 |                |
|                          | Cette pièce est la cinquième et dernière d'une série de 5 pièces commémorant l'histoire institutionnelle de Malte. Un cadre commémoratif, comportant les anciennes armoiries de Malte utilisées de 1975 à 1988. En haut à droite, la mention du pays émetteur MALTA et la légende Republic 1974. En bas, le millésime 2015. L'anneau externe de la pièce comporte les douze étoiles du drapeau européen. |                |
| Graveur : Ġanni Bonnici  | \| Gravure sur la tranche : \| Date : \| Tirage : \| \| \| Septembre 2015 \| 405 000 pièces \| |                |
| Gravure sur la tranche : | Date : | Tirage :       |
|                          | Septembre 2015 | 405 000 pièces |

| Monaco                   | 800e anniversaire de la construction du premier château sur le rocher |               |
|                          | La représentation d'une tour sur le Rocher de Monaco vue depuis la mer. En bas, la légende FONDATION DE LA FORTERESSE entourée des deux années 1215 et 2015. En haut, la mention du pays émetteur MONACO. |               |
| Graveur :                | \| Gravure sur la tranche : \| Date : \| Tirage : \| \| \| 1er novembre 2015 \| 10 000 pièces \| |               |
| Gravure sur la tranche : | Date : | Tirage :      |
|                          | 1er novembre 2015 | 10 000 pièces |

| Portugal                  | 150e anniversaire de la Croix-Rouge portugaise |                |
|                           | À droite, 5 croix similaires au logo de la Croix-Rouge s'emboîtant pour montrer l'expansion de l'action humanitaire. À gauche une main stylisée. En haut, l'écusson portugais surmontant le nom du pays émetteur PORTUGAL. La légende CRUZ VERMELHA PORTUGUESA (Croix-Rouge portugaise) forme un arc de cercle à gauche. En bas, les années 1865•2015 séparées de la légende par un point. L'anneau externe de la pièce comporte les douze étoiles du drapeau européen. |                |
| Graveur : António Marinho | \| Gravure sur la tranche : \| Date : \| Tirage : \| \| \| Avril 2015 \| 520 000 pièces \| |                |
| Gravure sur la tranche :  | Date : | Tirage :       |
|                           | Avril 2015 | 520 000 pièces |

| Portugal                   | 500e anniversaire des premiers échanges avec le Timor |                |
|                            | La représentation d'un bateau du XVIe siècle naviguant sur la mer. En bas de la pièce figure le toit de chaume d'une maison traditionnelle du Timor ornée d'une sculpture en bois évoquant bateaux et chevaux. En haut, à droite, l'année 1515 et le nom du pays émetteur PORTUGAL. En bas, à gauche, le pays commémoré TIMOR et le millésime 2015. L'anneau externe de la pièce comporte les douze étoiles du drapeau européen. |                |
| Graveur : Fernando Fonseca | \| Gravure sur la tranche : \| Date : \| Tirage : \| \| \| Juillet 2015 \| 520 000 pièces \| |                |
| Gravure sur la tranche :   | Date : | Tirage :       |
|                            | Juillet 2015 | 520 000 pièces |

| Saint-Marin               | 750e anniversaire de la naissance de l'écrivain florentin Dante Alighieri, en 1265 à Florence |                |
|                           | L'effigie de Dante Alighieri tournée vers la droite, d'après Sandro Botticelli. Au centre en vertical et encadré, son nom DANTE. En arc de cercle, à droite, le nom du pays émetteur SAN MARINO. L'année de naissance de Dante 1265 et le millésime 2015 sont l'un en dessous de l'autre entre le nom de l'écrivain et le nom du pays émetteur. La police de caractère du texte est inspirée des premiers copistes de la Divine Comédie. L'anneau externe de la pièce comporte les douze étoiles du drapeau européen. |                |
| Graveur : Annalisa Masini | \| Gravure sur la tranche : \| Date : \| Tirage : \| \| \| 8 avril 2015 \| 100 000 pièces \| |                |
| Gravure sur la tranche :  | Date : | Tirage :       |
|                           | 8 avril 2015 | 100 000 pièces |

| Saint-Marin                | 25e anniversaire de la réunification allemande |                |
|                            | La Porte de Brandebourg, à Berlin, représentée deux fois de manière stylisée, s'emboîtant l'une dans l'autre. En haut, le début de la légende 25º ANNIVERSARIO DELLA RIUNIFICAZIONE (25e anniversaire de la réunification). À droite, la suite de la légende DELLA GERMANIA 1990-2015 (de l'Allemagne 1990-2015). En bas, la mention du pays émetteur SAN MARINO suivi du millésime en chiffres romains MMXV. L'anneau externe de la pièce comporte les douze étoiles du drapeau européen. |                |
| Graveur : Erik Spiekermann | \| Gravure sur la tranche : \| Date : \| Tirage : \| \| \| 29 septembre 2015 \| 100 000 pièces \| |                |
| Gravure sur la tranche :   | Date : | Tirage :       |
|                            | 29 septembre 2015 | 100 000 pièces |

| Slovaquie                | 200e anniversaire de la naissance de l'intellectuel Ľudovít Štúr, le 28 octobre 1815 à Uhrovec |                     |
|                          | L'effigie de Ľudovít Štúr entouré, à gauche, de son nom ĽUDOVÍT ŠTÚR et ses années de naissance et de mort 1815-1856 et, à droite, du millésime 2015 et de la mention du pays émetteur SLOVENSKO. L'anneau externe de la pièce comporte les douze étoiles du drapeau européen. |                     |
| Graveur :                | \| Gravure sur la tranche : \| Date : \| Tirage : \| \| \| 23 octobre 2015 \| 1 million de pièces[37] \| |                     |
| Gravure sur la tranche : | Date : | Tirage :            |
|                          | 23 octobre 2015 | 1 million de pièces |

| Slovénie                 | 2000e anniversaire de la fondation d'Emona (future Ljubljana) par les Romains |                     |
|                          | Plan stylisé de la ville sur lequel sont placées les lettres E, M, M, O, A et N permettant de composer le mot EMONA mais aussi son nom latin AEMONA et le chiffre romain MM (2000). Le texte EMONA LJUBLJANA SLOVENIJA et le millésime 2015 longent l'anneau externe en bas et à droite. L'anneau externe de la pièce comporte les douze étoiles du drapeau européen. |                     |
| Graveur :                | \| Gravure sur la tranche : \| Date : \| Tirage : \| \| \| 9 novembre 2015 \| 1 million de pièces \| |                     |
| Gravure sur la tranche : | Date : | Tirage :            |
|                          | 9 novembre 2015 | 1 million de pièces |

| Vatican                  | 8e Rencontre mondiale des familles à Philadelphie (États-Unis) |                |
|                          | Six personnes de différentes origines autour d'un globe terrestre sur lequel on distingue le continent américain, entourés de la légende VIII INCONTRO MONDIALE DELLE FAMGLIE (8e rencontre mondiale des familles) et de la mention du pays émetteur CITTÀ DEL VATICANO. L'anneau externe de la pièce comporte les douze étoiles du drapeau européen. |                |
| Graveur :                | \| Gravure sur la tranche : \| Date : \| Tirage : \| \| \| Octobre 2015 \| 122 000 pièces \| |                |
| Gravure sur la tranche : | Date : | Tirage :       |
|                          | Octobre 2015 | 122 000 pièces |

### Émission spéciale commune pour le30eanniversaire du drapeau européen
| Zone euro                        | 30e anniversaire du drapeau européen |
|                                  | Tous les pays de l'Union européenne utilisant l'euro émettent une pièce de 2 euros commémorative pour le 30e anniversaire du drapeau européen dans le courant de l'année 2015. Le design a été choisi par concours. Les projets devaient être remis entre les 2 et 20 mars 2015. Une présélection des projets s'est faite entre les 23 et 27 mars, avant une sélection de la pièce par les citoyens européens entre le 30 mars et le 9 mai. Les premières pièces devraient être mises en circulation le 1er juillet 2015. La pièce gagnante est annoncée le 28 mai 2015. Elle a récolté 30 % des voix. Le drapeau européen dessiné grossièrement, entouré par douze bonshommes stylisés. En haut à droite, le nom du pays émetteur suivi des années 1985-2015. L'anneau externe de la pièce comporte les douze étoiles du drapeau européen. |
| Graveur : Geórgios Stamatópoulos | \| Date : \| Tirage : \| \| 1er trimestre 2015[43] \| 51 842 500 au total \| |
| Date :                           | Tirage : |
| 1er trimestre 2015               | 51 842 500 au total |